# Microstylum venosum
Microstylum venosum är en tvåvingeart som först beskrevs av Christian Rudolph Wilhelm Wiedemann 1821.  Microstylum venosum ingår i släktet Microstylum och familjen rovflugor. Inga underarter finns listade i Catalogue of Life.